# Collégiale Saint-Pierre-Saint-Paul d'Évaux-les-Bains
Pour les articles homonymes, voir Église Saint-Pierre-et-Saint-Paul.
La collégiale Saint-Pierre-et-Saint-Paul est située à Évaux-les-Bains. Chef-d'œuvre de l'époque romane, elle est classée Monument historique depuis 1841.

## Histoire
L'histoire du monument commence lorsque des chanoines se regroupent autour des reliques de l'ermite Marien, mort en 513, située dans la vieille cité thermale romaine d'Évaux.
On ne possède pas de documents permettant d'écrire l'histoire de l'origine du monument. C'était déjà un important monastère au IXe siècle. Évaux appartenait à une prévôté très ancienne de l'ordre de Saint-Augustin. Elle ne fut rattachée qu'en 1264 au monastère Saint-Amable de Riom.
L'ancienneté de la construction du clocher-porche est attestée par la présence de sculptures, probablement carolingiennes, incrustées dans les murs extérieurs du clocher-porche. On peut supposer que l'origine de l'église remonte au haut Moyen Âge. Le clocher-porche a fait l'objet de plusieurs études.
C'est pour accueillir les pèlerins qu'est construite cette magnifique et grandiose collégiale. Les chanoines commencent par l'édification du clocher ouest au XIe siècle, le dernier étage est du XIIIe siècle. La nef fait elle la transition du roman vers le gothique.
L'église romane dont des parties importantes subsistent a dû subir des dégâts importants au cours de la guerre de Cent Ans. Ces destructions ont imposé la reconstruction des piles de la nef et des murs des bas-côtés au XVe siècle. Au cours de la restauration de l'église; on a retrouvé, sous les piliers du XVe siècle, les bases antérieures dont la structure rappelle celle de l'église de Chambon-sur-Voueize.
En 1634, l'église est rattachée à la congrégation des Génovéfains de France.
Le 7 mars 1657, la voûte de la nef s'effondre. En 1660, ce sont le chœur et le transept qui s'écroulent. Au XVIIIe siècle, le chevet est remplacé par l'abside actuelle. Le chœur avec ses bas-côtés est reconstruit en l'élargissant pour le mettre à l'alignement de l'ancien transept qui a été supprimé.
L'église était décorée d'un important mobilier de la même époque comparable à celui du Moutier-d'Ahun.
Les travaux de restauration importants auraient été en grande partie financés par Anne-Marie-Louise d'Orléans, Dame de Combrailles. Malgré cela, la communauté en est ressortie lourdement endettée. Des négociations s'engagèrent en 1714 pour réunir Évaux à la Sainte-Chapelle de Riom. Elles n'aboutirent qu'en 1731. Le prieur d'Évaux fut alors désigné parle chapitre de la Sainte-Chapelle de Riom.
En 1942, un incendie ravage l'édifice, détruisant les voûtes qui avaient été reconstruites en bois, un important retable, les stalles et la clôture du chœur. Seuls la châsse de Saint-Marien et l'autel représentant saint Augustin et sainte Geneviève au milieu des chanoines en sont ressortis intacts.
La toiture a été refaite en 1984.
L'église a été classé Monument historique le 1er octobre 1841.

## Description
L'édifice se compose dans l'histoire de l'art de trois parties distinctes. En effet, le clocher-porche à l'ouest, la nef, et le chevet à l'orient.
Le clocher-porche datant du XIe siècle représente le roman primitif mais l'étage supérieur semble d'époque gothique et l'étage inférieur date du XVIIIe siècle. Les fûts et bases des colonnes qu'on observe dans les étages intermédiaires pourraient provenir d'un péristyle romain. Leurs chapiteaux à entrelacs sont de facture archaïque. Ils pourraient également être plus anciens que le clocher lui-même tout comme les deux métopes insérées dans les murs ouest et sud de l'étage inférieur.
La nef réalise la transition du roman vers le gothique. La jonction de la nef et du transept est décorée de chapiteaux d'une belle qualité. Ils peuvent être datés de la deuxième moitié du XIIe siècle. Les arcs en berceau brisé annoncent les débuts du gothique. Elle est couverte d'une voûte en bois, qui a retrouvé sa place après l'incendie de 1942, puisqu'elle avait été remplacée par des croisées d'ogives.
Le chevet roman est remplacé au XVIIIe siècle par un ensemble de style classique.

## Galerie de photos

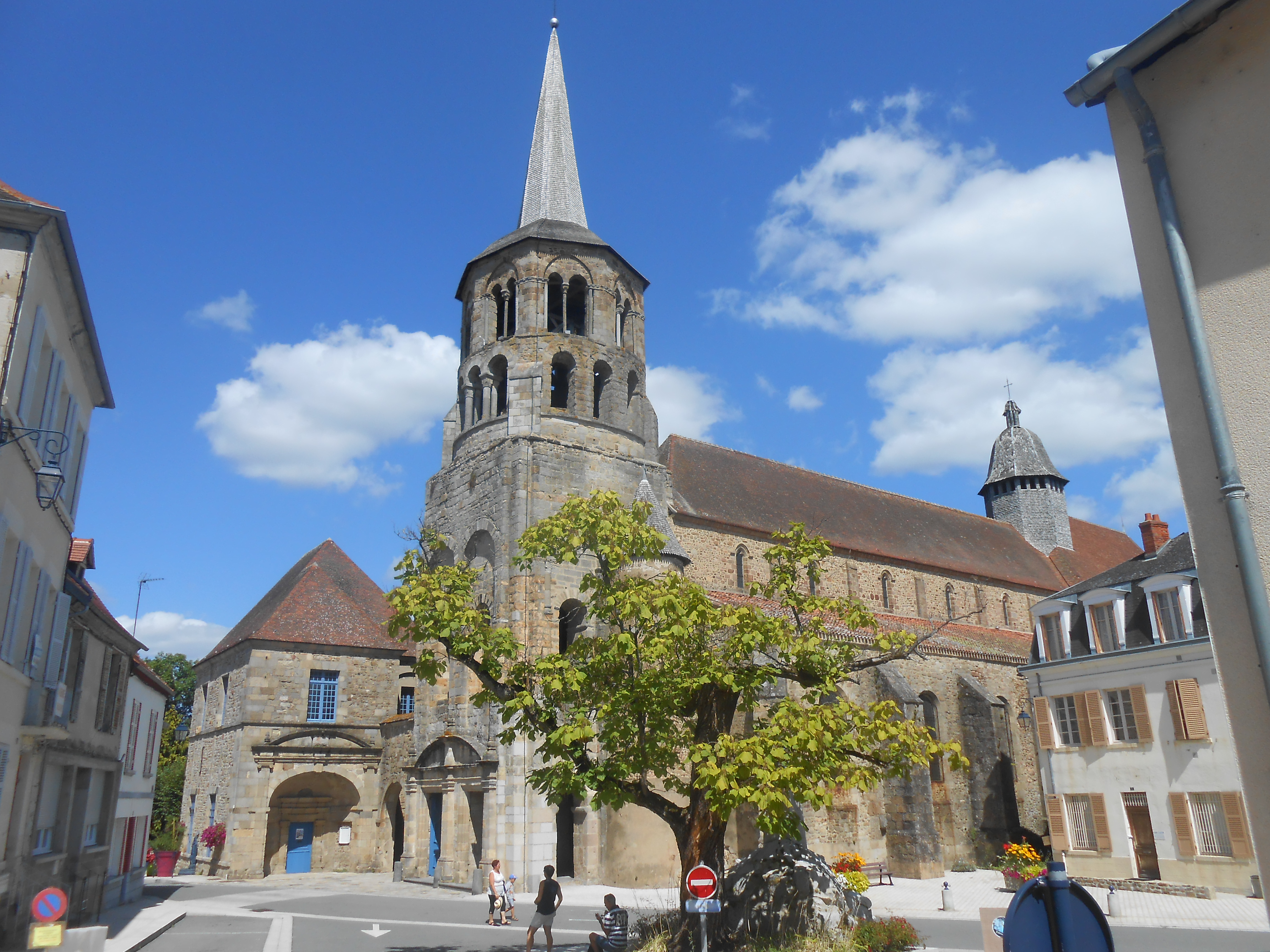
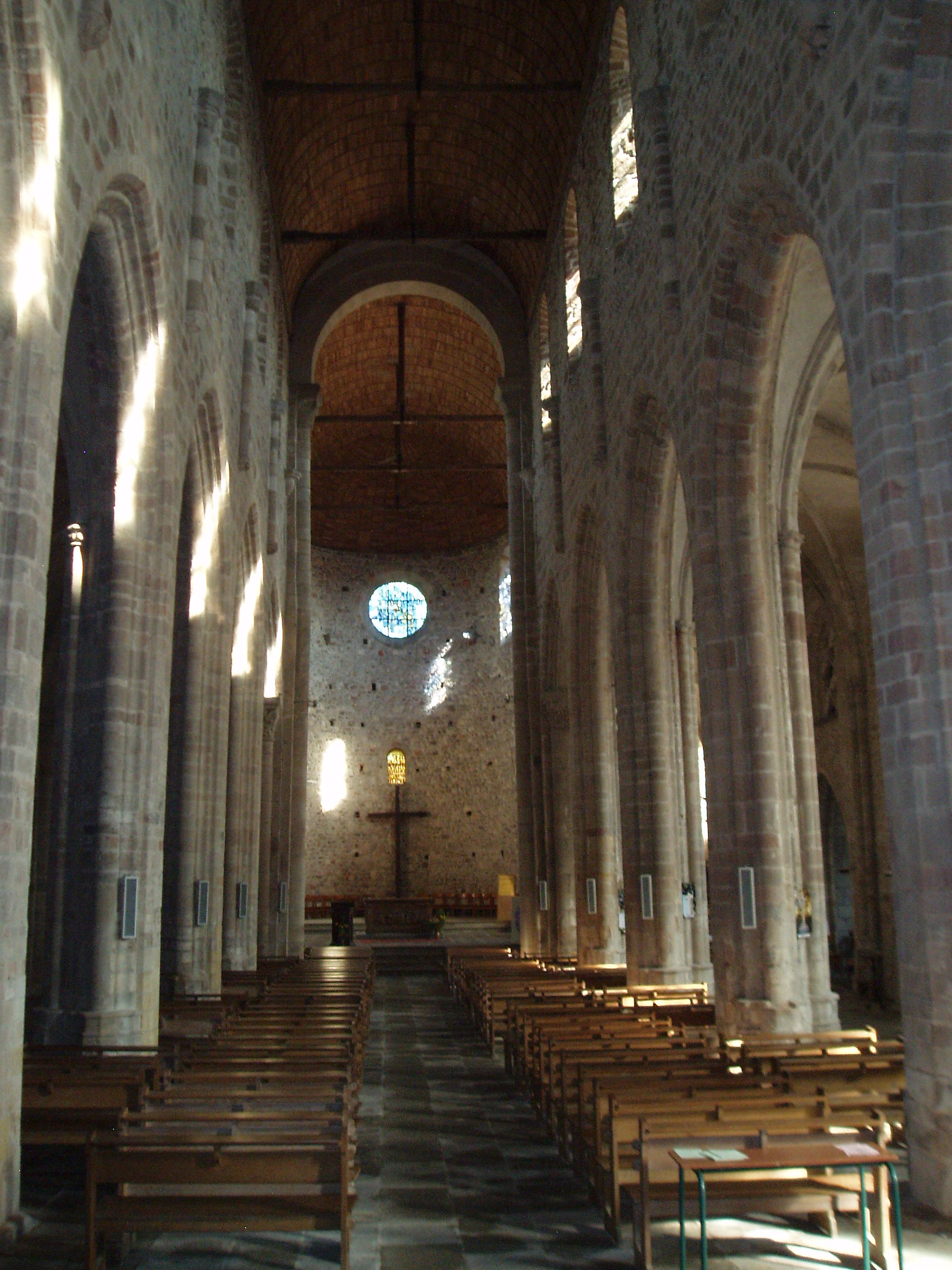
Vue de l'intérieur.
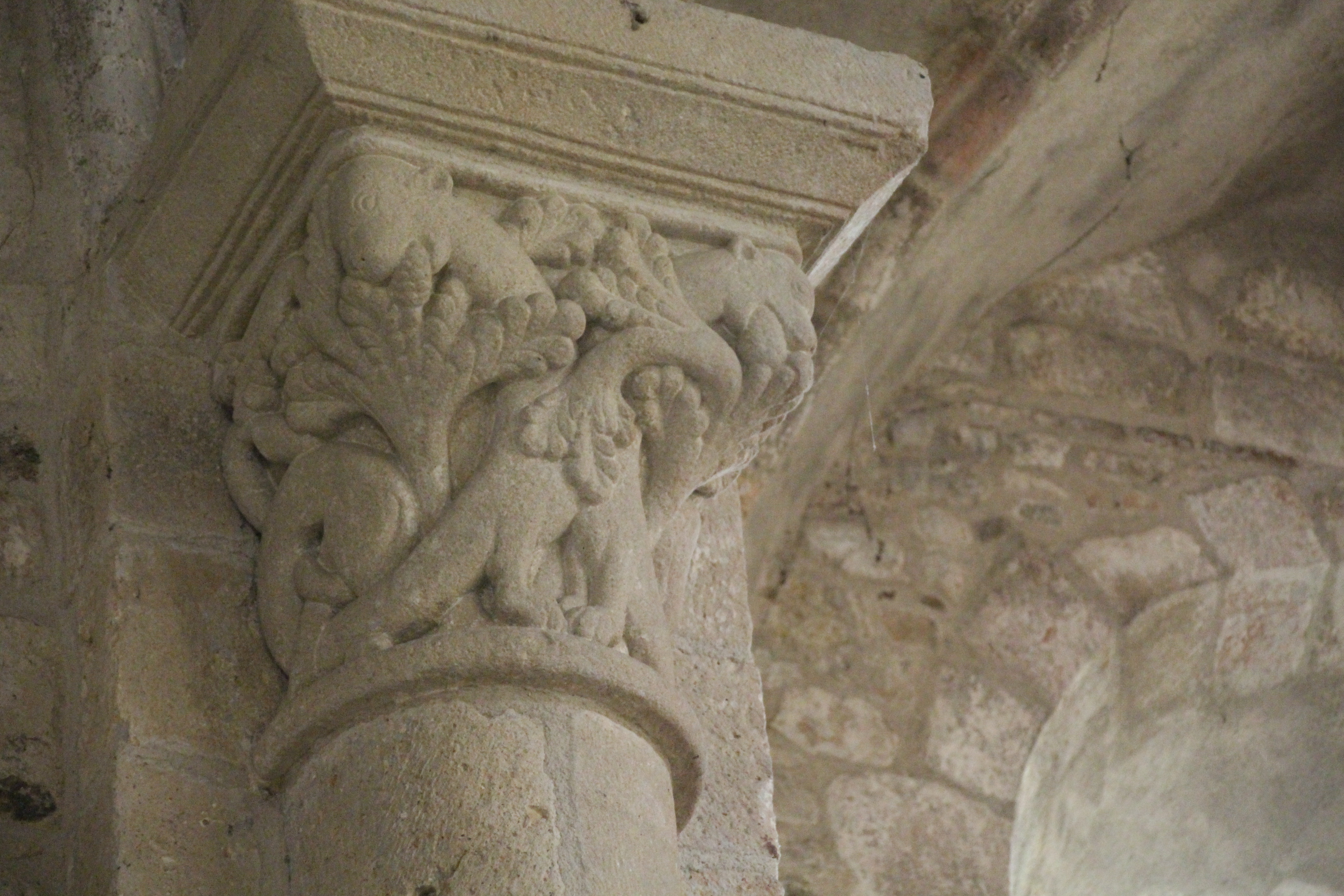
Chapiteau roman fin XIIe siècle.
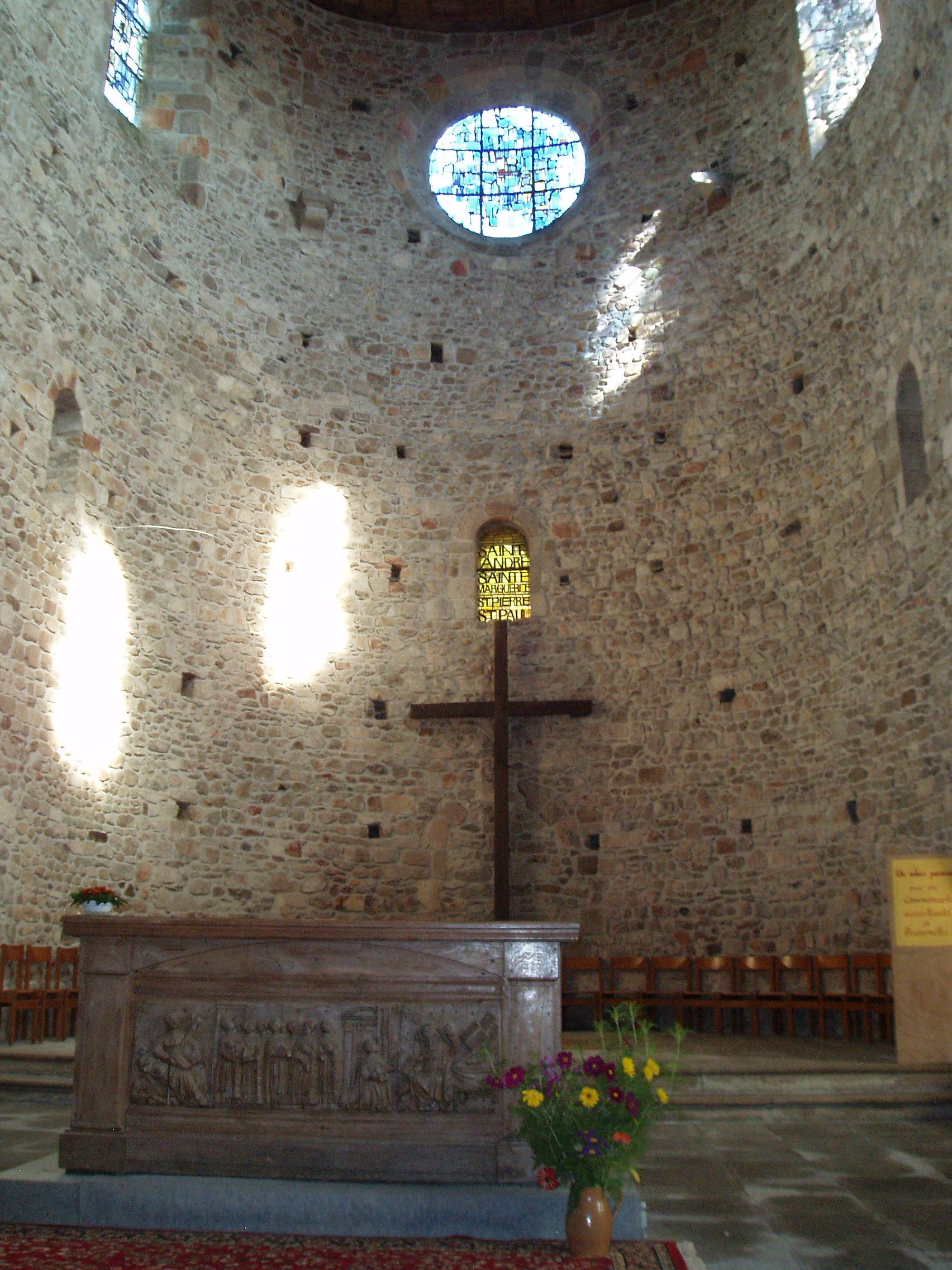
Autel.
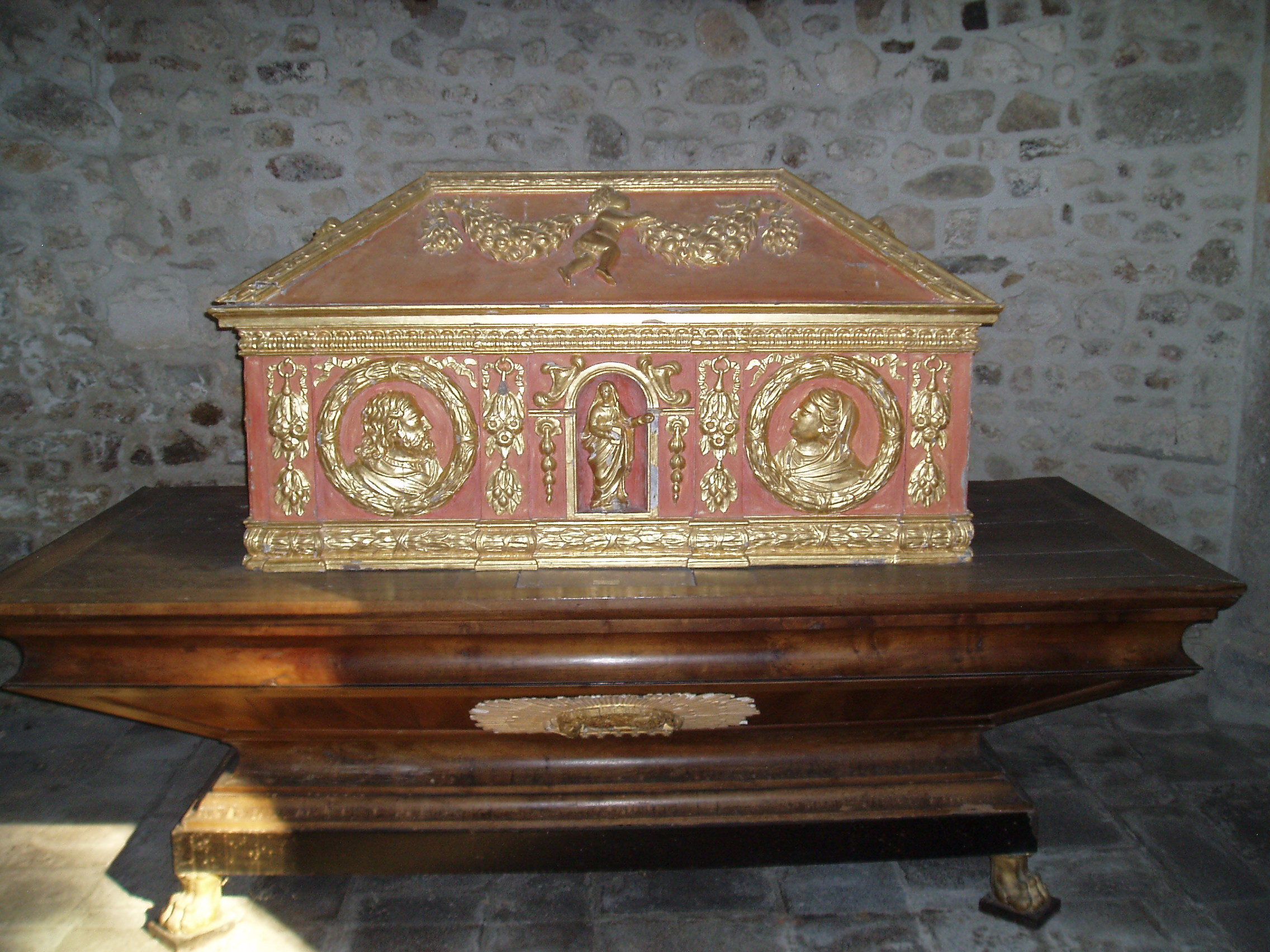
Chasse de saint Marien.